# Aiglon

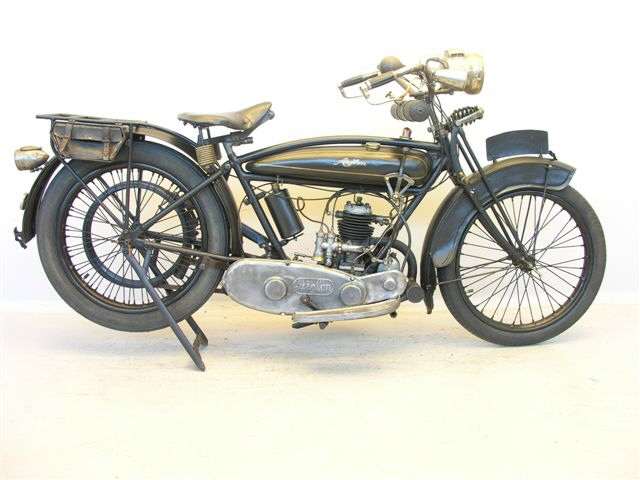
Aiglon 2 pk (ca. 250 cc) uit 1920

Aiglon is een historisch Frans merk van motorfietsen.
De bedrijfsnaam was: M. Debarelle, Argenteuil, later Ateliers Aiglon, Courbevoie en S.A. France Motorcycles, Mandeure, Doubs (1902-1953).
Dit was een Franse fabriek die in 1902 werd opgericht. Er werden eerst motorblokken van een zekere ingenieur Amstoutz gebruikt, later volgden allerlei inbouwmotoren van FMC, Minerva, Mirus, Peugeot en Zürcher.
In de jaren twintig verhuisde het bedrijf naar Courbevoie bouwde men zelf tweetakten van 98- tot 250 cc en eencilinder viertakten tot 350 cc. In 1922 werd Aiglon overgenomen door FMC, een dochterbedrijf van Peugeot, maar Aiglon bleef onder eigen naam produceren.
Vanaf 1936 maakte men motorfietsen in verschillende inhoudsklassen: 100-, 175- en 250cc-modellen met twee- en viertaktmotoren, 350- en 500cc-modellen met viertaktmotoren. Deze laatsten waren dan weer zowel als kop- en zijklepper leverbaar. In 1938 werd de productie stopgezet, maar in 1945 maakte het bedrijf een herstart met een 500cc-kopklepper. In 1948 werd het programma weer uitgebreid met 100-, 125- en 150cc-modellen, opnieuw met twee- en viertaktmodellen en drie of vier versnellingen.
Tegen het einde werden 125 en 175 cc AMC-eencilinder viertakten en 250 cc FMC-tweecilinder tweetakten gebruikt. Aiglon sloot in 1953 de poorten.
- Aiglon betekent "Arendsjong".